# Battaglia di Capo Noli
La battaglia di Capo Noli fu uno scontro navale combattuto nel 1795 al largo della costa di Noli, tra le navi da guerra francesi comandate dall'ammiraglio Pierre Martin e le navi da guerra britanniche e napoletane comandate dal contrammiraglio William Hotham. La battaglia si concluse con la vittoria degli anglo-napoletani sui francesi. Le navi francesi Ça Ira e Censeur furono catturate dai britannici, la nave britannica Illustrious fu gravemente danneggiata e distrutta dopo la battaglia.

## Preludio
L'8 marzo, al contrammiraglio Hotham giunse la notizia che la flotta francese era in mare con l'intenzione di invadere, con 5 000 soldati, la Corsica controllata dagli inglesi. Immediatamente si mise in mare per intercettarla. Tra i suoi comandanti vi era Nelson, ansioso di combattere nella sua prima azione navale. I francesi, in inferiorità numerica, erano molto riluttanti a impegnarsi in battaglia e le due flotte si studiarono da lontano finché i britannici non iniziarono lo scontro il 12 marzo. Durante il cannoneggiamento con l'avanguardia della flotta francese, la nave di linea britannica Illustrious venne gravemente danneggiata, fu presa a rimorchio dalla fregata Meleagro e poi, causa una tempesta, andò alla deriva e fu incendiata.
Il giorno seguente, due navi francesi, mentre manovravano, entrarono in collisione: la Victoire andò a urtare la Ça Ira, nave di linea da 84 cannoni, danneggiandole l'alberatura e il sartiame, e questo incidente fece attardare la forza principale. Thomas Fremantle, comandante della fregata da 36 cannoni HMS Inconstant, colse l'occasione e aprì il fuoco. Il comandante Coude della Ça Ira ordinò di rispondere al fuoco, e con la sua prevalente potenza di fuoco costrinse Fremantle a ripiegare.
Subito dopo intervenne Nelson al comando dell'HMS Agamennon, nave di linea di 3ª classe, che pur avendo solo 64 cannoni di calibro inferiore e 344 uomini d'equipaggio a confronto degli 80 cannoni e dei 1060 uomini della Ça Ira, riuscì ugualmente a tenerla impegnata con le sue bordate per due ore e mezza. I cannonieri francesi risultarono molto imprecisi e non riuscirono a colpire l'Agamennon che invece colpì la poppa, il lato più debole, della Ça Ira infliggendole gravi danni. Più tardi in aiuto della Ça Ira giunsero la fregata Vestale, la nave di linea Censeur e altre due grosse navi francesi, la Sans-Culotte e la Jean Bart, che costrinsero Nelson ad allontanarsi. La Ça Ira che non poteva più manovrare fu presa a rimorchio dalla Censeur.

## La battaglia
La flotta inglese continuò a inseguire quella francese riuscendo a entrare nuovamente in contatto il 14 marzo, quando Nelson condusse altre navi inglesi ad attaccare la Ça Ira e la Censeur che erano rimaste attardate in retroguardia. L'ammiraglio Martin non riuscì a intervenire a causa del vento contrario. Solo la nave più vicina, la Duquesne tentò di intervenire per difenderle, ma dopo un breve combattimento subì gravi danni, oltre a perdite umane, e dovette ritirarsi.
Le due navi francesi tentarono di combattere, ma per una manovra sbagliata la Ça Ira si scontrò con la Censeur e tutta la sua velatura cadde su questa, incastrando le due navi. Nelson ordinò di abbordare la Censeur: le due navi francesi furono infine costrette ad arrendersi, e Nelson le catturò entrambe.
La flotta francese dovette rinunciare al progetto di invadere la Corsica e fece ritorno.
Si attribuisce la sconfitta francese, oltre che alla tutto sommato lieve inferiorità numerica, soprattutto all'impreparazione e all'inesperienza degli equipaggi, degli artiglieri e degli ufficiali francesi, i cui quadri erano stati completamente stravolti dalle grandi epurazioni della Rivoluzione.

## Ordine di battaglia

### Flotta francese
Ammiraglio Pierre Martin al comando di una nave di linea a 3 ponti e 13 navi di linea a due ponti
- Ça Ira (80 cannoni)
- Victoire (80 cannoni)
- Jean Bart (74 cannoni)
- Mercure (74 cannoni)
- Censeur (74 cannoni)
- Vestale (36 cannoni)
- Sans Culotte (120 cannoni)
- Duquesne (74 cannoni)
- Tonnant (74 cannoni)

E altre navi di linea non identificate

### Flotta britannico-napoletana
Contrammiraglio William Hotham al comando di tre navi di linea a 3 ponti e 11 navi di linea a due ponti
Avanguardia
- Captain, 74 cannoni, Comandante Samuel Reeve
- Bedford, 74 cannoni, Comandante Davidge Gould
- Tancredi (Napoletana), 74 cannoni, Comandante Francesco Caracciolo
- Princess Royal, 98 cannoni, Contrammiraglio Samuel Goodall, Comandante John Purvis
- Agamennon, 64 cannoni, Comandante Horatio Nelson
- Minerva (Napoletana), 32 cannoni
- Pilade (Napoletana)
- Lowestoffe, 32 cannoni, Comandante Benjamin Hallowell
- Poulette, 26 cannoni, Commander Ralph Willett Miller
- Tarleton, 14 cannoni, Comandante Charles Brisbane

Centro
- Illustrious, 74 cannoni, Capitano Thomas Frederick
- Courageux, 74 cannoni, Capitano Augustus Montgomery
- Britannia, 100 cannoni, Contrammiraglio William Hotham, Comandante John Holloway
- Egmont, 74 cannoni, Comandante John Sutton
- Windsor Castle, 98 cannoni, Ammiraglio Robert Linzee, Comandante John Gore
- Inconstant, 36 cannoni, Comandante Thomas Fremantle
- Meleager, 32 cannoni, Comandante George Cockburn

Retroguardia
- Diadem, 64 cannoni, Comandante Charles Tyler
- St George, 98 cannoni, Contrammiraglio sir Hyde Parker, Comandante Thomas Foley
- Terrible, 74 cannoni, Comandante George Campbell
- Fortitude, 74 cannoni, Comandante William Young
- Romulus, 36 cannoni, Comandante George Johnstone Hope
- Moselle, 18 cannoni, Comandante Charles Pater
- Fox, cutter, Tenente di vascello John Gibson